# Socket SP3
Socket SP3 – gniazdo procesorów typu LGA firmy АМD zaprojektowane dla serwerowych CPU Epyc opartych na mikroarchitekturze Zen.
Posiada 4094 piny i jest pierwszym serwerowym gniazdem od AMD obsługującym pamięć DDR4. Jest fizycznie identyczne, ale jednak niekompatybilne, z gniazdem TR4.

## Cechy
Cała platforma oparta na gnieździe SP3 posiada m.in. następujące cechy:
- Wsparcie dla serwerowych CPU Epyc opartych na mikroarchitekturze Zen
- Obsługa PCI Express 3.0 i 4.0[4]
- Obsługa do 16 modułów pamięci DDR4 w konfiguracji eight channel[5][6].